# Shure SM58

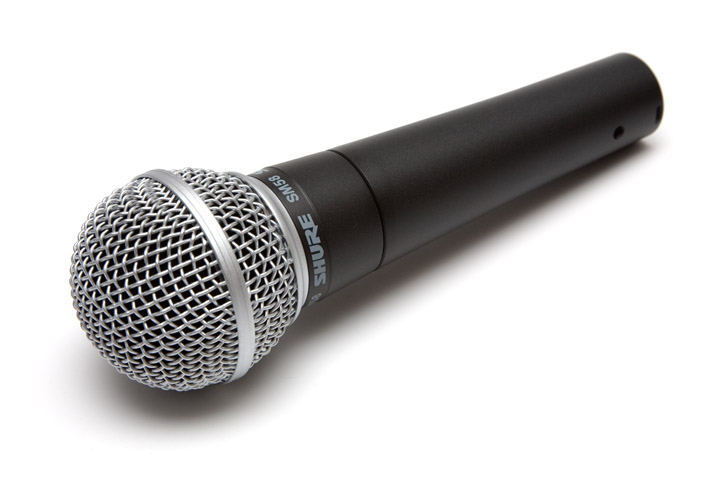
Shure SM58

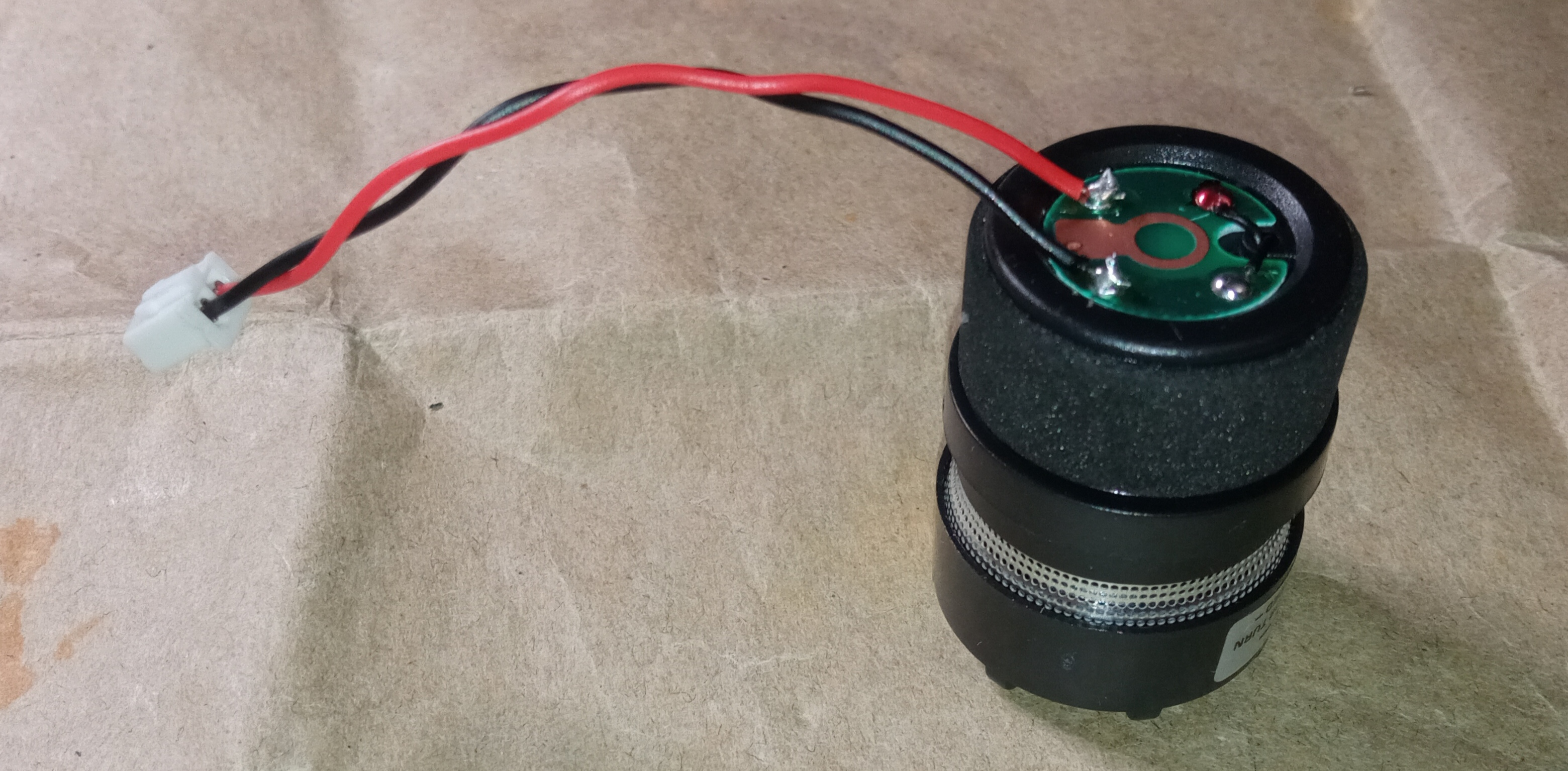
Динамическая головка Shure SM58 с припаянными проводами с разъёмом JST XH 2,54 мм

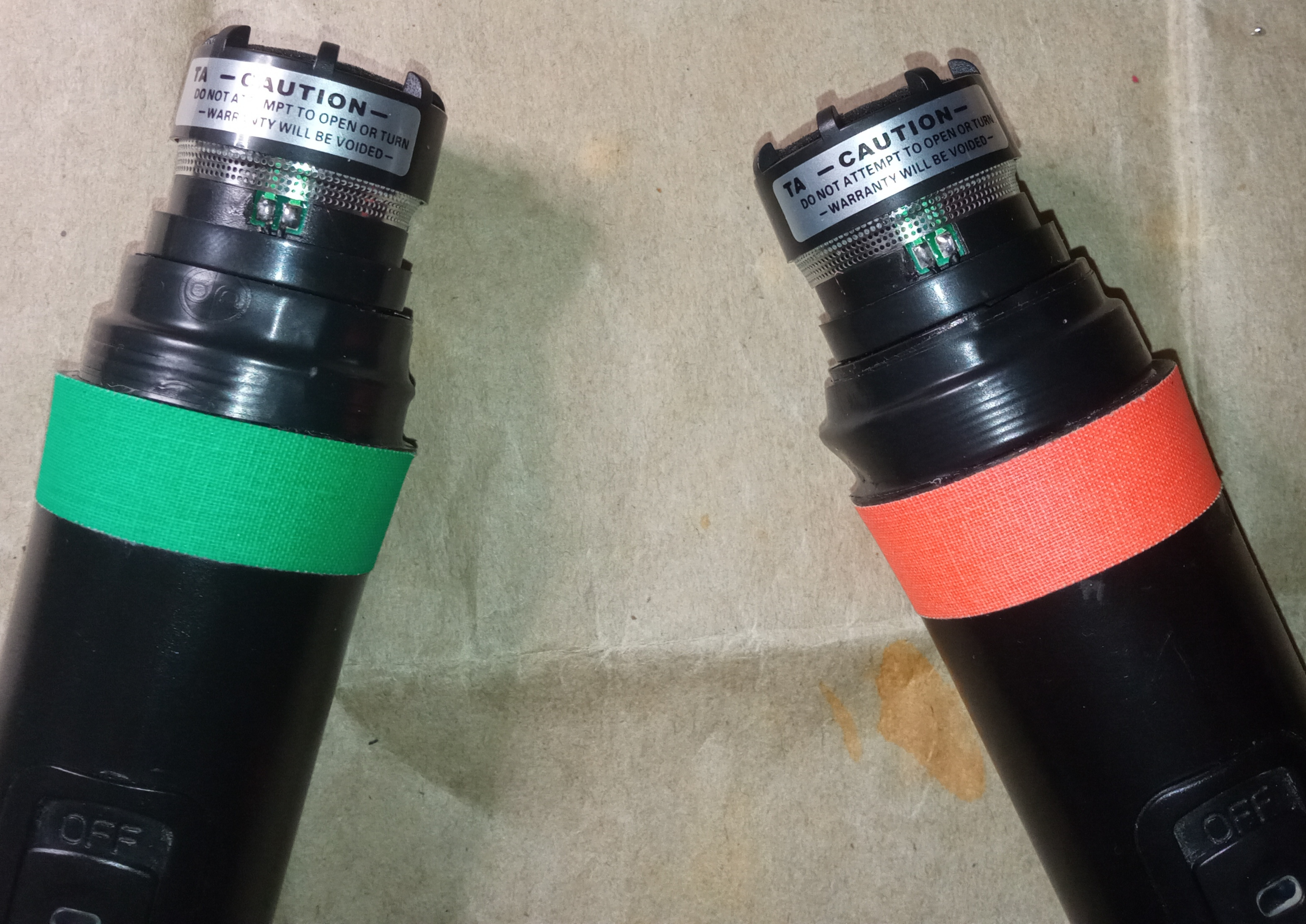
Радиомикрофоны с установленными в них капсюлями Shure SM58

 Shure SM58  — вокальный кардиоидный динамический микрофон для живых выступлений. Выпускается с 1966 года фирмой Shure Brothers Incorporated, и приобрёл завидную репутацию среди музыкантов своей прочной конструкцией и техническими характеристиками. До появления обновленных, более совершенных моделей, являлся индустриальным стандартом для живых выступлений. SM58 является самым продаваемым микрофоном в мире. Также приобрел репутацию самого подделываемого микрофона. Микрофон имеет частотный диапазон от 50 Гц до 15 кГц, кардиоидную характеристику направленности.

## Характеристики
Тип 
Динамический
Частотный диапазон 
50 Гц до 15 кГц
Вес 
298 граммов (10,5 унций)

## Прочее
Очень часто энтузиасты для улучшения акустических характеристик своих микрофонов заменяют встроенные в них динамические головки на головки Shure SM58.